# Raja Ka Rampur
Raja Ka Rampur là một thị xã và là một nagar panchayat của quận Etah thuộc bang Uttar Pradesh, Ấn Độ.

## Nhân khẩu
Theo điều tra dân số năm 2001 của Ấn Độ, Raja Ka Rampur có dân số 10.720 người. Phái nam chiếm 53% tổng số dân và phái nữ chiếm 47%. Raja Ka Rampur có tỷ lệ 52% biết đọc biết viết, thấp hơn tỷ lệ trung bình toàn quốc là 59,5%: tỷ lệ cho phái nam là 60%, và tỷ lệ cho phái nữ là 44%. Tại Raja Ka Rampur, 18% dân số nhỏ hơn 6 tuổi.